# Kloster Iranzu
Das Kloster Iranzu (Irancium) ist eine ehemalige Zisterzienserabtei in Abárzuza in Navarra in Spanien. Es lag rund 15 km nördlich von Estella (Lizarra) am Nordende des Yerri-Tals.

## Geschichte
Das Kloster wurde im Jahr 1178 als viertes Tochterkloster von Kloster La Cour-Dieu, dem sechsten Tochterkloster von Kloster Cîteaux, auf einem von Bischof Pedro de Artajona von Pamplona zur Verfügung gestellten Gelände gegründet, auf dem sich seit 1054 ein von König Garcia III. Sanchez von Navarra gestifteter Benediktinerkonvent befunden hatte. Das Kloster wurde im 14. Jahrhundert fertiggestellt. Nach einem Niedergang schloss sich das Kloster 1634 der Kongregation der Krone von Aragón an. Wegen der Wirren der Karlistenkriege verfiel es später als die anderen spanischen Klöster, nämlich erst 1839, der Auflösung. Anschließend verfiel das Kloster weitgehend und die Gewölbe der Kirche stürzten ein. Die Anlage ist ab 1942 von der Fundación Principe de Viana wieder aufgebaut und mit Theatiner-Regularkanonikern besetzt worden und zugänglich.

## Bauten und Anlage
Die Anlage mit einer dreischiffigen gotischen Kirche, mit deren Bau 1193 begonnen wurde und die 1253 vollendet war, mit gerade geschlossenem Chor mit drei spitzbogigen Fenstern und darüber liegender Rosette, einer weiteren Rosette in der Westfassade und nicht über die Breite des Langhauses hinausragendem Querhaus entspricht dem „Plan bernardin“. Die Dienste der Gewölbe setzen erst am oberen Ende der quadratischen Pfeiler an. Die Klausur mit dem gotischen, im 14. Jahrhundert vollendeten Kreuzgang liegt südlich (rechts) von der Kirche. Östlich liegt der Kapitelsaal vom Ende des 12. Jahrhunderts und Kreuzrippengewölben auf zwei zentralen Säulen. Die Südseite nehmen das Refektorium und die Küche mit einem mächtigen Kamin ein.